# Dobsonia viridis
Il pipistrello della frutta dal dorso nudo verde (Dobsonia viridis Heude, 1896) è un pipistrello appartenente alla famiglia degli Pteropodidi, diffuso nelle Isole Molucche.

## Descrizione

### Dimensioni
Pipistrello di medie dimensioni, con la lunghezza della testa e del corpo tra 154,8 e 176 mm, la lunghezza dell'avambraccio tra 110,4 e 130 mm, la lunghezza della coda tra 23,1 e 38,8 mm e un peso fino a 229 g.

### Aspetto
La pelliccia è corta. La testa è bruno-nerastra, le spalle sono fulve, mentre le parti ventrali sono verdastre. Il muso è relativamente corto e largo, le narici sono leggermente tubulari, gli occhi sono grandi. Le orecchie sono lunghe e appuntite. Le membrane alari sono attaccate lungo la spina dorsale, dando l'impressione di una schiena priva di peli. La coda è ben sviluppata, mentre l'uropatagio è ridotto ad una sottile membrana che si estende lungo la parte interna degli arti inferiori.

## Biologia

### Comportamento
Si rifugia singolarmente o in piccoli gruppi tra la folta vegetazione oppure in grotte.

### Alimentazione
Si nutre di frutta.

### Riproduzione
Le femmine danno alla luce un piccolo alla volta probabilmente a novembre.

## Distribuzione e habitat
Questa specie è diffusa nelle Isole Molucche: Ambon, Buru, Seram, Seram Laut; Isole Banda: Pulau Pisang, Banda Neira; Isole Kai: Kai Besar, Kai Dullah; Isole Tanimbar: Selaru, Yamdena.
Vive nelle foreste secondarie, piantagioni di Cacao e in giardini.

## Tassonomia
Altre specie simpatriche dello stesso genere: D. moluccensis. Gli individui delle Isole Tanimbar potrebbero appartenere ad una specie ancora non descritta.

## Conservazione
La IUCN Red List, che la popolazione è numerosa e ben adattata agli ambienti degradati, classifica D. viridis come specie a rischio minimo (Least Concern)).